# 弗莱-屈济
弗莱-屈济（法語：Flez-Cuzy，法語發音：[fle kyzi]）是法国涅夫勒省的一个市镇，属于克拉姆西区。该市镇弗莱（Flez）和屈济（Cuzy）两村庄组成。

## 地理
弗莱-屈济（47°21'48"N, 3°37'23"E）面积5.92 平方千米，位于法国勃艮第-弗朗什-孔泰大區涅夫勒省，该省份为法国中部省份，北至约讷省，西北接卢瓦雷省，西接谢尔省，南至阿列省，东南接索恩-卢瓦尔省，东临科多尔省。
与弗莱-屈济接壤的市镇（或旧市镇、城区）包括：梅特莱孔特、迪罗勒、圣迪迪耶、塔奈、维尼奥勒。

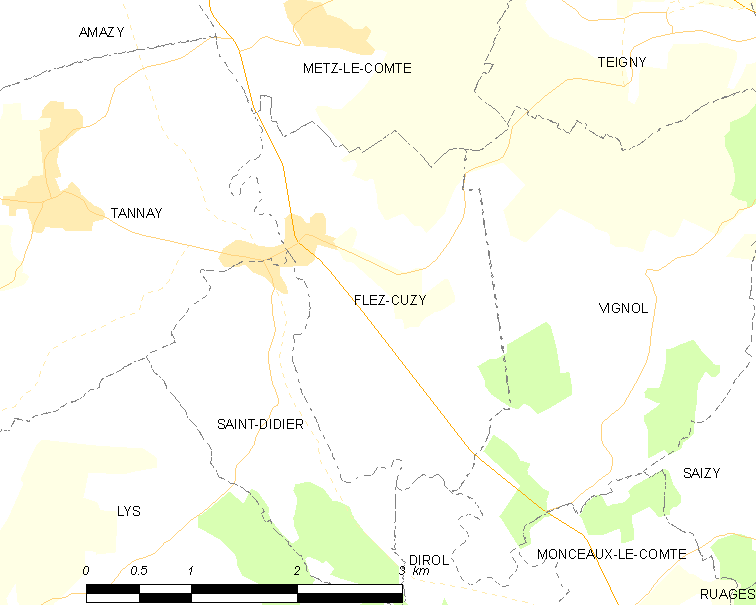
弗莱-屈济的OSM定位图

弗莱-屈济的时区为UTC+01:00、UTC+02:00（夏令时）。

## 行政
弗莱-屈济的邮政编码为58190，INSEE市镇编码为58116。

## 政治
弗莱-屈济所属的省级选区为克拉姆西县。

## 人口

1962-2008年间弗莱-屈济人口变化图示

弗莱-屈济于2022年1月1日时的人口数量为133人。